# Embu County
Embu County is een county en voormalig district in Kenia. Het district telde 278.196 inwoners (1999) en had een bevolkingsdichtheid van 382 inw/km². Ongeveer 12,2% van de bevolking leeft onder de armoedegrens en ongeveer 57% heeft beschikking over elektriciteit.